# Amphipoea obscura-flavomaculata
Amphipoea obscura-flavomaculata là một loài bướm đêm trong họ Noctuidae.